# Dietari de la Generalitat
El dietari de la Generalitat, o dietari de la Diputació del General, és un recull i registre diari dels esdeveniments militars, polítics i religiosos del Principat de Catalunya. Aquesta pràctica administrativa diària es va realitzar des del 1411 fins al 1714 sense interrupcions destacades.
Les anotacions van agrupades per triennis que comencen el primer d'agost i acaben el 31 de juliol. Es conserven 109 volums manuscrits del 1411 al 1711. L'últim volum fins al 1714 va ser destruït a l'època borbònica. L'autor encarregat era l'escrivà major de la Diputació del General. En algunes ocasions els autors afegien al text observacions al marge, dibuixos al·lusius als fets més destacats i documents cosits al dietari (memorials, cartes, etc.). Els anys 1454 a 1472 amb Jaume Safont com a escrivà són els més rics en informacions i anotacions.

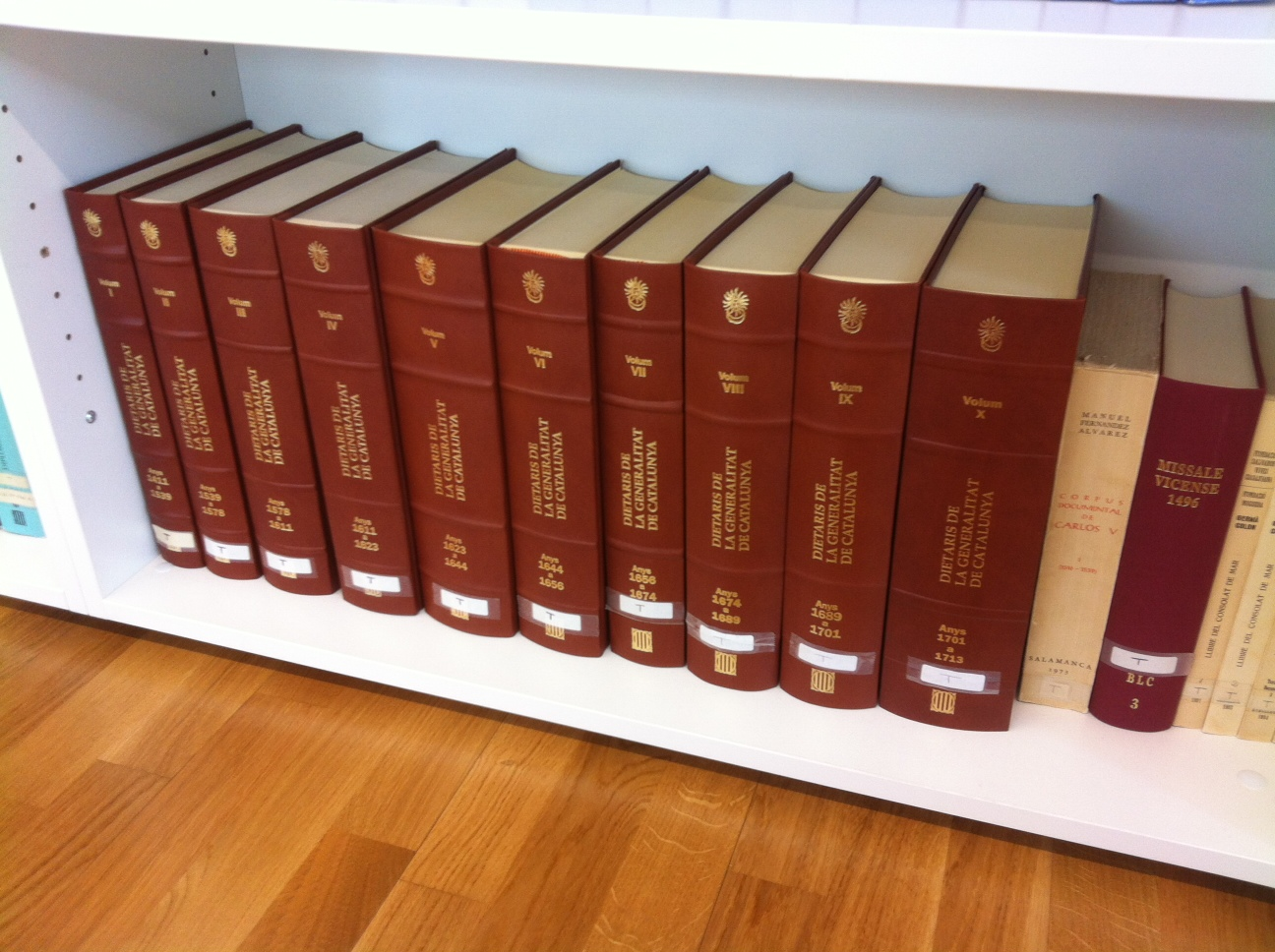
Dietaris enquadernats a l'Arxiu Comarcal del Vallès Occidental

Una selecció de textos va ser editada el 1889 per Josep Coroleu i Inglada. L'Institut d'Estudis Catalans (IEC) va emprendre una edició crítica comentada, però va ser destruïda el 1939. La Generalitat de Catalunya va iniciar, l'any 1994, l'edició completa i al juny de 2007 s'han acabat de publicar els deu volums previstos del 1411 al 1714. El setembre de 2010, la Generalitat de Catalunya va posar el text complet i editat en línia, a disposició dels estudiosos i de totes les persones interessades en aquests documents, de franc, a través del web del Diari Oficial de la Generalitat de Catalunya. Són més de quinze mil pàgines plenes d'informació, noms, successos, etc.
Comença l'1 d'octubre del 1411 amb aquestes notícies, en català antic:
| «                       | Dijous, primer dia d'octobre, any sobredit, en Barchinona, vench lo vescomte d'Illa. Partí micer Guillem de Vallsecha per anar a Tortosa. Dissapta, a III d'octobre, en Barchinona, partí an Pere Artaguil, conestable de XL servents, per anar al setge del castell de Palau Çaverdera, e en Gem Torres, conestable de XL servents. | » |
| — Dietari, 1411, pàg. 1 | |   |

 El 17 d'abril del 1456 Jaume Safonts nota sobre la festa de Sant Jordi (transcrit en català modern): 
| «                                         | El dissabte dia 17 fou feta crida pública per la ciutat de Barcelona que la festa de Sant Jordi (23 d'abril) fos celebrada per tothom, ja que la Cort General del Principat de Catalunya, que ara celebra reunió al claustre de la catedral de la ciutat, ho ha decretat així. | » |
| — Jaume Safont, Dietari de la Generalitat | |   |

## Edicions
- Coroleu, Josep. Los dietarios de la generalidad de Cataluña (en castellà).  Barcelona: Tip. de La Vanguardia, 1889, p. 336.
- Jacme, Ça Font. Marina Mitjà (editriu). Dietari de la Diputació del General de Catalunya, 1454-1472.  Barcelona: Associació de Bibliòfils de Barcelona, 1950.
- Udina Martorell, Federico (redacció). Dietari de la Deputació del General de Cathalunya, núm. 46 (1411-1458) i núm. 49 (1458-1512).  Barcelona: Diputació Provincial de Barcelona, 1974 (Col·lecció de Documents Inèdits de l'Arxiu de la Corona d'Aragó (Codoinaca)).
- Sans i Travé, Josep Maria (direcció). Dietaris de la Generalitat de Catalunya. Volum I-X. Edició descarregable en línia.  Barcelona: Generalitat de Catalunya, Departament de la Presidència, 1994-2007. ISBN 84-393-3150-9 [Consulta: 20 juliol 2015]. Arxivat 2017-01-05 a Wayback Machine.